# Ana da Saxónia
Ana da Saxónia (em alemão: Anna von Sachsen; Dresden, 23 de dezembro de 1544 — Dresden, 18 de dezembro de 1577) foi a única filha e herdeira do príncipe-eleitor Maurício da Saxônia e de Inês de Hesse, filha do conde Filipe I de Hesse. Foi também a segunda esposa de Guilherme I, Príncipe de Orange.

## Casamento e descendência
Ana nasceu e morreu em Dresden. Tinha a reputação de ser pouco atraente e coxa, mas a sua riqueza atraiu muitos pretendentes. Antes de se casar com o príncipe de Orange, tinha já havido negociações com a casa real da Suécia. Ana aceitou a corte de Guilherme I e os dois casaram-se no dia 25 de Agosto de 1561. Tiveram cinco filhos:
1. Ana de Nassau (nascida e morta em 1562)
2. Ana de Nassau (5 de novembro de 1563 – 13 de junho de 1588), casada com o conde Guilherme Luís de Nassau-Dillenburg; sem descendência.
3. Maurício Augusto Filipe de Nassau (8 de dezembro de 1564 - 3 de março de 1566), morreu com dois anos e meio de idade.
4. Maurício de Nassau (14 de novembro de 1567 – 23 de abril de 1625), príncipe de Orange; nunca se casou, mas teve descendência ilegítima.
5. Emília de Nassau (10 de abril de 1569 – 16 de março de 1629), casada com o príncipe Manuel de Portugal; com descendência.

## Vida depois do casamento

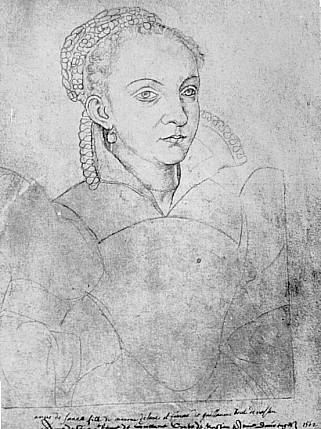
Ana da Saxônia
Por Jacques Le Boucq

O casamento foi infeliz. Ana suspeitava que Guilherme lhe era infiel, sentia-se ignorada por ele e não gostava do facto de o marido não lhe permitir acesso ao dinheiro que tinha obtido do seu dote. Em 1567, Guilherme enviou-a para Dillenburg sob a supervisão da sua família. Ana mudou-se de Dillenburg para Colônia em 1568 e, com o consentimento da sua família, pediu para ter acesso às terras que faziam parte do seu dote e que estavam ocupadas pelo Sacro Império Romano-Germânico.
Começou uma relação com o seu advogado, Jan Rubens, em 1570. O seu marido soube desta indiscrição e Rubens foi preso e forçado a confessar a relação. Mais tarde o advogado foi libertado e voltou para a sua esposa. Entre os seus filhos encontrava-se Peter Paul Rubens. Inicialmente, Ana defendeu-se, dizendo que a confissão de Rubens tinha sido obtida sob tortura, e exigiu que o seu caso fosse apresentado à corte imperial, mas o nascimento de Cristina, a sua filha com Rubens, a 22 de Agosto de 1571, acabou por confirmar a acusação de adultério. Guilherme recusou-se a reconhecer a criança como sua, e afastou os seus filhos de Ana, que nunca mais os voltou a ver. Como era mulher, Ana podia ter sido executada por adultério, mas Guilherme não insistiu nessa sentença por considerar a influência política da família dela importante.
Em 1572, Ana e a filha Cristina foram enviadas para o Castelo de Beilstein. Ana foi condenada a prisão domiciliária, onde apenas podia receber a visita de um padre luterano, e os seus livros apenas podiam ser religiosos. A princesa queixava-se do seu isolamento e o seu comportamento começou a tornar-se cada vez mais instável, chegando ao ponto em que os criados receberam ordens para esconder as facas dela, temendo que Ana atacasse alguém. Começou a sofrer alucinações e ataques violentos. Cristina foi retirada do seu cuidado e enviada para junto dos seus meios-irmãos, com quem foi educada. Guilherme anulou o casamento em 1575 e voltaria a casar-se mais duas vezes. No mesmo ano, Ana foi enviada para Dresden onde foi presa num quarto com as janelas tapadas onde tinha apenas uma abertura para receber comida. Devido a estas condições de vida, a sua saúde física e mental começou a piorar, levando-a à loucura. Ana viveu o resto dos seus dias em Dresden, até morrer aos trinta-e-dois anos de idade, em 1577.
Ana teve uma má-reputação na história que a descreveu como uma lunática egoísta até ao século XX, quando começou a surgir uma imagem mais neutral dela.

## Genealogia
| Ana da Saxónia | Pai: Maurício, Príncipe-Eleitor da Saxônia | Avô paterno: Henrique IV, Duque da Saxônia | Bisavô paterno: Alberto III, Duque da Saxónia              |
| Ana da Saxónia | Pai: Maurício, Príncipe-Eleitor da Saxônia | Avô paterno: Henrique IV, Duque da Saxônia | Bisavó paterna: Sidônia de Poděbrady                       |
| Ana da Saxónia | Pai: Maurício, Príncipe-Eleitor da Saxônia | Avó paterna: Catarina de Mecklemburgo      | Bisavô paterno: Magno II, Duque de Mecklemburgo            |
| Ana da Saxónia | Pai: Maurício, Príncipe-Eleitor da Saxônia | Avó paterna: Catarina de Mecklemburgo      | Bisavó paterna: Sofia da Pomerânia, Duquesa de Meclemburgo |
| Ana da Saxónia | Mãe: Inês de Hesse                         | Avô materno: Filipe I de Hesse             | Bisavô materno: Guilherme II de Hesse                      |
| Ana da Saxónia | Mãe: Inês de Hesse                         | Avô materno: Filipe I de Hesse             | Bisavó materna: Ana de Mecklenburg-Schwerin                |
| Ana da Saxónia | Mãe: Inês de Hesse                         | Avó materna: Cristina da Saxónia           | Bisavô materno: Jorge da Saxônia                           |
| Ana da Saxónia | Mãe: Inês de Hesse                         | Avó materna: Cristina da Saxónia           | Bisavó materna: Bárbara da Polónia                         |